# Viana (mueblería mexicana)
Tiendas Viana o Viana fue una cadena mexicana de mueblerías, fundada en 1953 por Israel Souza, ofrecía productos de línea blanca y electrodomésticos, posteriormente se convirtió en una tienda departamental, ofreciendo zapatería, cosméticos y perfumería, fue vendida a Grupo Coppel en 2015.

## Historia
Su historia surge a inicios 1953 cuando el empresario mexicano Israel Souza abre la primera sucursal que se ubicaba sobre el Eje Central, Avenida Lázaro Cárdenas en Salto de Agua, en el Centro Histórico de la Ciudad de México.
Posteriormente abre su más grande sucursal en San Cosme, sobre la misma Avenida Eje Central, donde sólo vendían electrodomésticos como estufas, refrigeradores y lavadoras, tiempo más tarde en la sucursal San Cosme se le añadirían más áreas departamentales por lo cual se le conocería como la tienda matriz.  
Durante el año 2010 Viana adquiere la también conocida mueblería Muebles Frey, que sólo contaba con presencia en la Ciudad de México con 9 ubicaciones, 2 en el Estado de México y una en Puebla.Por lo que en octubre del mismo año Frey se le haría un cambio de imagen a sus sucursales.   
En mayo de 2012 la cadena abre una nueva tienda en Perinorte, con ubicación en Cuautitlán Izcalli, en formato departamental,que incluía nuevos departamentos así como muebles, zapatos, perfumería, línea blanca, electrónica y videojuegos.  
En 2013 inicia la tarjeta de crédito llamada "Crédito Viana me Aliviana" luego de la desaparición del crédito "Viana Fía". En 2014 Viana contaba con sólo 35 sucursales en la Ciudad de México y Estado de México, más 16 sucursales en otras partes del área metropolitana de México, ese mismo año la empresa Coppel tiene planes de adquirir las tiendas Viana.  

### Desaparición
La desaparición de Tiendas Viana surge luego de que el 2 de marzo de 2015 Viana vendiera sus sucursales a la compañía de Culiacán, Sinaloa, Coppel por un monto de mil 200 millones de pesos (mdp), menos de lo que finalmente invirtió Viana, en ese tiempo tenía 51 tiendas y 8 mil empleados.
Durante marzo de 2015 comienza la dicha adquisión transformando las tiendas Viana en Coppel,por lo cual Coppel manda a pintar las tiendas Viana que eran de un color verde a pintarlas de blanco y amarillo, los colores que maneja Coppel actualmente.
Por lo que ha esta transformación de sucursales se le añadió una leyenda o cartel que decía "¡HOLA!, Coppel se acerca tí + Crédito + Variedad + Servicio, Coppel" en las sucursales adquiridas y transformadas a Coppel.

### Popularidad
La popularidad de esta marca comercial mueblera fue desde sus primeros años con sus famosas frases célebres "Verdaderas tiendas de descuento" y "AliVianate", junto a sus anuncios aparecía la actriz de televisión Mercedes Vaughan, quién fue la que apareció en casi todos los últimos comerciales de la tienda hasta 2012.
La tienda Viana aparece en la película "El Chanfle" de 1978, la cual es protagonizada por Roberto Gómez Bolaños "Chespirito" aparece en la escena donde El Chanfle y su esposa van de compras a un centro comercial, en el cual aparece el logo de Viana.